# Dirty Boots
Dirty Boots est un single du groupe Sonic Youth.

## Historique
L'EP fut publié en 1991 en tant que single pour l'album Goo sur Geffen, et reste aujourd'hui encore l'un des EP les plus célèbres du groupe. Il est composé du morceau Dirty Boots accompagné par 5 titres lives provenant d'un concert le 3 novembre 1990 à Irvine (États-Unis). La version studio de White Kross se trouve sur l'album Sister, celle de Eric's Trip sur Daydream Nation, Cinderella's Big Score provient de Goo et The Bedroom est un inédit instrumental : il fut ensuite publié en tant que face B en version avec paroles sur les singles Youth Against Fascism et Sugar Kane ; on le retrouve également sur Goo Deluxe Edition.

## Titres
1. Dirty Boots (Edit) - 4:54
2. White Kross (Live) - 5:06
3. Eric's Trip (Live) - 3:32
---
4. Cinderella's Big Score (Live) - 6:34
5. Dirty Boots (Live) - 6:26
6. The Bedroom (Live) - 3:37